# Lede
Lede est une commune néerlandophone de Belgique dans le Denderstreek sur le Molenbeek située en Région flamande, dans la province de Flandre-Orientale.

## Sections de la commune
| # | Section  | Superf. (km²) | Habitants (2020) | Habitants par km² | Code INS |
| - | -------- | ------------- | ---------------- | ----------------- | -------- |
| 1 | Lede     | 12,20         | 11.828           | 970               | 41034A   |
| 2 | Wanzele  | 1,45          | 1.136            | 784               | 41034B   |
| 3 | Impe     | 3,37          | 1.651            | 490               | 41034C   |
| 4 | Smetlede | 4,03          | 1.239            | 307               | 41034D   |
| 5 | Oordegem | 8,85          | 3.011            | 340               | 41034E   |

## Histoire
Dans le passé, Lède était le siège d'une seigneurie, dépendant du Perron d'Alost (cour comtale du Perron à Alost). Elle est ensuite devenue baronnie. Le 9 août 1633, par lettres données à Madrid (la région est alors sous domination espagnole), la baronnie est érigée en marquisat attribuant ainsi le titre de marquis à son détenteur : Guillaume Bette, membre du conseil de guerre, colonel d'un régiment d'infanterie Bas-Allemands, grand bailli de Gand. Cette élévation est intervenue pou rle récompenser de ses services : il a obtenu le commandement de plusieurs places frontières en Gueldre, à Venloo, à Ruremond. Il s'est illustré en plusieurs occasions comme en 1634 où il a été fait prisonnier. Il s'est également distingué au Siège de Maastricht (1632) qu'il a défendu pendant onze semaines contre des forces hollandaises considérables.

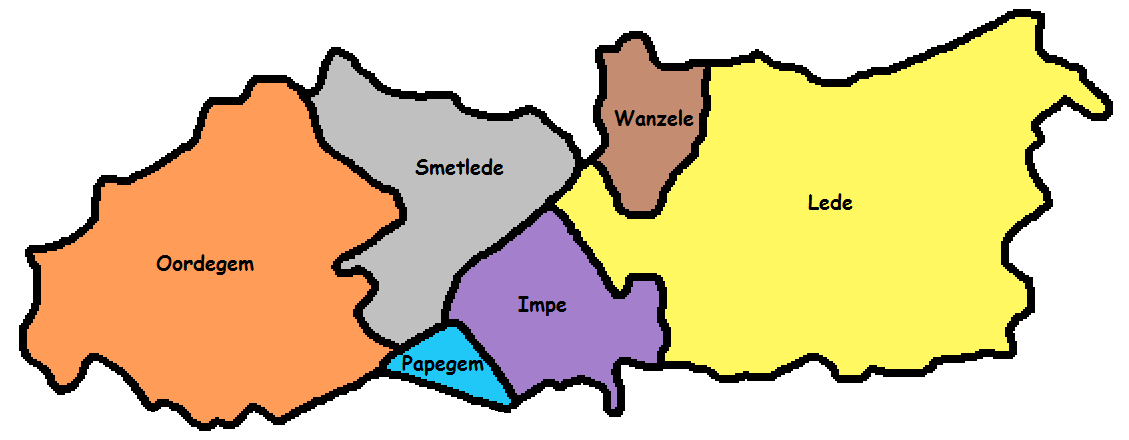
Carte de Lede, Impe, Oordegem, Papegem, Smetlede et Wanzele

## Héraldique
|  | La commune possède des armoiries qui lui ont été octroyées le 3 décembre 1959 et, sans supports, à nouveau le 5 novembre 1984. Elles sont identiques à celles de la famille de Bette qui est devenue seigneur de Lede en 1556. Plus tard, elles ont été promues au grade de baron et de marquise. Les armoiries ont été accordées en 1959 avec Sainte Marie en support, support qui a été enlevé en 1984. Blasonnement : D'azur à trois potences d'or. L'écu timbré d'une couronne d'or à trois fleurons séparés de trois perles posées 1 et 2. Source du blasonnement : Heraldy of the World. |

## Démographie

### Évolution démographique: Avant la fusion des communes
- Sources : INS, Rem. : 1831 jusqu'en 1970 = recensements, 1976 = nombre d'habitants au 31 décembre[4].

### Évolution démographique: Commune fusionnée
Graphe de l'évolution de la population de la commune. Les données ci-après intègrent les anciennes communes dans les données avant la fusion en 1977.
- Source : DGS - Remarque: 1831 jusqu'à 1981=recensement; depuis 1990=nombre d'habitants chaque 1er janvier[5]